# Manoir de Kerbourvellec
 (janvier 2023).
Si vous disposez d'ouvrages ou d'articles de référence ou si vous connaissez des sites web de qualité traitant du thème abordé ici, merci de compléter l'article en donnant les références utiles à sa vérifiabilité et en les liant à la section « Notes et références ».
Le manoir de Kerbourvellec est un manoir situé sur la commune de La Chapelle-Neuve, dans le Morbihan, en France.

## Histoire

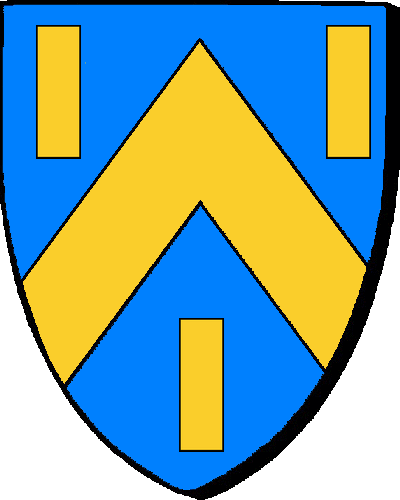
L'armoirie des Botdéru, seigneurs de Kerbourvellec, qu'on pouvait retrouver sur le manoir.

Le manoir est construit au XVe siècle. En 1508, il appartient aux seigneurs de Botdéru. Ils y ajoutent, d'ailleurs, leurs armoiries sur la façade du château. Au début du XVIIIe siècle, il est acquis par la famille Le Gouvello.
La famille Bellégo en devient propriétaire, sans doute, au milieu du XIXe siècle. À la fin XIXe siècle, la chapelle privée de la seigneurie tombe en ruine. À la scission des communes de Plumelin et de La Chapelle-Neuve, le manoir devient, pendant la Seconde Guerre mondiale, la nouvelle mairie, bien qu'insalubre et est très compliqué à restaurer.
Le manoir est inscrit au titre des monuments historiques par l'arrêté du 17 mai 1933. Cette inscription est néanmoins abrogée par l'arrêté du 29 juillet 2014.
Faute de moyens, les propriétaires ne parviennent pas à réhabiliter l'édifice. Ils décident, en 1968, alors de construire une maison sur l'ancienne chapelle. Le bâtiment est presque totalement détruit dans la tempête de 1987. À la suite du décès des derniers habitants, les deux derniers frères de la famille Bellégo décident de mettre en vente le manoir. Acheté par un couple d'anglais voulant s'installer en Bretagne, il n'a pas bénéficié de rénovation.